# Sphaerionillum pictum
Sphaerionillum pictum är en skalbaggsart som beskrevs av Bates 1885. Sphaerionillum pictum ingår i släktet Sphaerionillum och familjen långhorningar.
Artens utbredningsområde är Guatemala. Inga underarter finns listade i Catalogue of Life.